# Parque de Artillería de Cartagena
El Real Parque de Artillería de Cartagena, también llamado Real Parque y Maestranza de Artillería, es un antiguo cuartel situado en el casco antiguo de la ciudad española de Cartagena (Región de Murcia), que actualmente alberga el Museo Histórico Militar y el Archivo Municipal.

## Historia
El arquitecto del cuartel fue, como en la mayoría de edificaciones militares del siglo XVIII en Cartagena, el ingeniero militar Mateo Vodopich. Las obras empezaron el 7 de marzo de 1777 y concluyeron nueve años después, el 25 de agosto de 1786.
El 6 de enero de 1874, durante el asedio de Cartagena a causa de la Rebelión cantonal, ocurrió una explosión en el parque de artillería, donde se refugiaba la población civil. El proyectil lanzado por el ejército sitiador impactó en el polvorín, matando y dejando sepultadas bajo los escombros a cuatrocientas personas.
En 2009, la Asociación de la Memoria Histórica de Cartagena exigió la retirada del parque de un busto al general José López-Pinto Berizo amparándose en la Ley de Memoria Histórica. El Ayuntamiento se negó, afirmando que aparte de participar en el golpe de Estado de 1936 fue también un importante personaje de la Cofradía marraja.

## Arquitectura
Se trata de un edificio neoclásico de planta rectangular, dividido en cuatro cuerpos y dos patios ajardinados en su interior. La explosión de 1874 le afectó profundamente, conservando de la construcción original las fachadas laterales.
A principios del siglo XX fue reconstruido, modificándose la fachada principal, a la que se añadió un nuevo piso retirando la mampostería primigenia. En la parte interior destaca el conjunto de bóvedas apoyadas sobre los pilares, con nervaduras que asemejan al estilo de la arquitectura gótica. El patio está rodeado por arcos de medio punto que le otorgan gran luminosidad, y resultan de gran belleza los azulejos sevillanos.